# مشادله (روستا)
 مشادله  به عربی ( المَشادلَة  )، روستایی است در دهستان 
مَحویت در کشور یمن در شبه جزیره عربستان.

## جمعیت
جمعیت آن ( ۹۸ ) نفر (۸ خانوار) می‌باشد.